# Abbronzatura

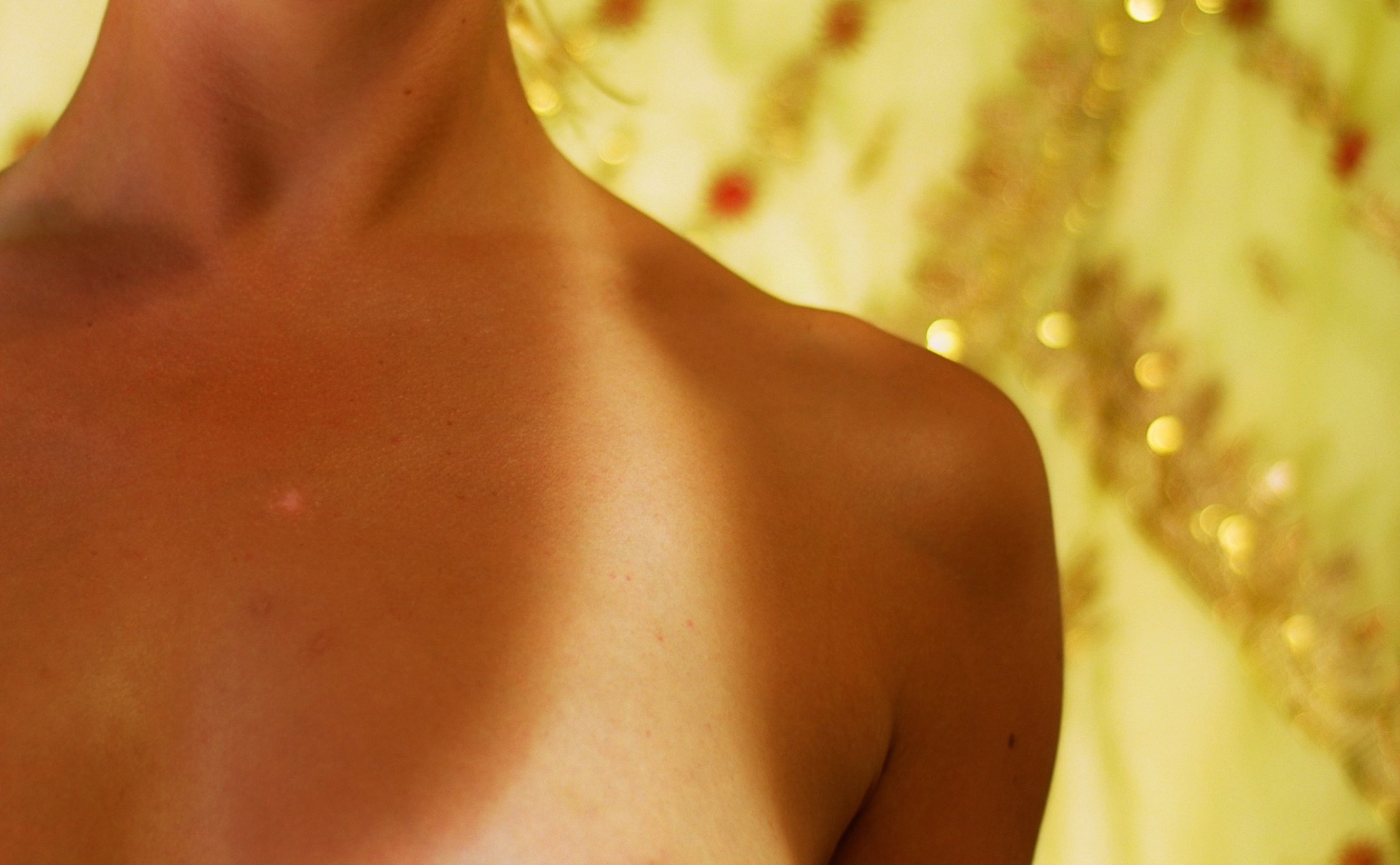
Il segno dell'abbronzatura su una donna: la pelle si è scurita in seguito all'esposizione ai raggi UV, tranne nelle zone coperte

L'abbronzatura (o tintarella) è quel fenomeno per il quale la pelle umana si scurisce in seguito all'esposizione ai raggi ultravioletti (UV) provenienti dalla luce solare o da luci artificiali, quali le lampade al quarzo.

## Cause dello scurimento della pelle
Il cambiamento di colore della pelle è dovuto al maggior rilascio del pigmento melanina da parte delle cellule della pelle in seguito alle radiazioni solari.
La melanina è prodotta dai melanociti, che sono uno specifico tipo di cellule situati nell'epidermide, ed è utile per la sua azione protettiva del derma, rispetto ai possibili danni subiti a causa dei raggi.
I raggi UVB raggiungono lo strato dell'epidermide dove la melanina prodotta dai melanociti assorbe gli UVB, si ossida e si degrada, portando alla sintesi di ulteriore melanina (funge da barriera protettiva nei confronti degli UVB). Più melanina producono più ci si abbronza. Il problema è rappresentato dalla quantità di raggi UVB a cui queste cellule sono sottoposte, perché i melanociti in seguito a un'esposizione prolungata e senza alcuna protezione non riescono a produrre abbastanza melanina e di conseguenza ci si scotta. 
L'abbronzatura è quindi una sorta di filtro solare naturale che la pelle auto-produce per proteggersi seppure non sia molto efficace. È stato calcolato un valore SPF (fattore di protezione solare) di circa 2.
L'abbronzatura non fa abituare al sole perché la porzione di melanina è determinata geneticamente. Il sole stimola le cellule a proteggersi producendo tutta la melanina che sono in grado di produrre, ma non di più.

## Assenza di pigmento
Gli albini sono esseri, umani e animali, privi di pigmento e quindi possono subire danni esponendosi alla luce solare e sovente mostrano problemi visivi.
Numerosi geni sono stati associati all'albinismo, spesso collegati all'enzima tirosinasi (che converte l'amminoacido tirosina, precursore della melanina).

## Tipi di radiazioni
- Raggi cosmici di lunghezza d'onda corta che si infrangono sulla barriera arrecata dall'atmosfera;
- Raggi ultravioletti UV-C che sono respinti dallo strato d'ozono, potenzialmente in grado di ustionare senza nemmeno indurre l'abbronzatura;
- Raggi ultravioletti UV-B, UV-A che sono quelli maggiormente a contatto con la pelle riuscendo a penetrarvi facilmente.[2]

## Tipi di protezione
È buona norma evitare la sovra-esposizione negli orari centrali (dalla tarda mattinata al primo pomeriggio), anche se è pur vero che è proprio in questi orari che i raggi solari contengono più raggi UVB, grazie ai quali il nostro corpo produce la vitamina D3, che è un ormone essenziale per la salute del corpo umano. Inoltre ci si può rivolgere ad alcuni prodotti cosmetici come ad esempio:
- Solari, cioè cosmetici per la protezione solare che grazie a idonei filtri solari riducono la quantità di radiazione ultravioletta che raggiunge la pelle;
- Acceleratori dell'abbronzatura che stimolando la melanogenesi aumentano la protezione solare. Il fattore di protezione solare della pelle abbronzata non è alto. In un fototipo VI della scala Fitzpatrick, cioè con pelle marrone scuro o nera, l'ordine di grandezza è comparabile a un SPF 10-15. La pelle abbronzata può comunque subire danni, reagendo con l'eritema, fino a ustionarsi se esposta eccessivamente alla radiazione solare;[4]
- Antiossidanti che possono ridurre i danni indotti dalla formazione di radicali liberi.[5]

## Costume
La moda della "cura del sole" ebbe inizio in Germania alla fine del XIX secolo, ma prese avvio sostenuto solo dopo la prima guerra mondiale: prima la pelle ambita socialmente era quella chiara. È una moda tipicamente occidentale, per motivi fisiologici.
Nel romanzo Il villan rifatto ovvero Le memorie del signor *** (1735 - 1736) si trova un passaggio riguardante l'abbronzatura che sta a indicare un vero e proprio status di inferiorità: «Ma è vero che sono appena quattro o cinque mesi che siete arrivato dalla campagna? Non lo si direbbe a vedervi, non siete abbronzato, non avete l'aria da campagnolo; ma un colorito bellissimo». Anche in Orgoglio e pregiudizio di Jane Austen le sofisticate sorelle di Bingley considerano la lieve abbronzatura di Liz come connotato gravemente negativo: «Che tremendo aspetto...aveva Eliza Bennet stamane, Mr Darcy! Non ho mai visto nessuno tanto cambiato come lei da quest'inverno. Si è fatta così scura e volgare!» All'inizio del Novecento, con le vacanze che gradualmente connoteranno la società industriale, il concetto si capovolge, l'abbronzatura è percepita diversamente «fino ad assumere un significato esattamente contrario. Negli anni '20 Coco Chanel si mostra in pubblico per la prima volta abbronzata al rientro da una vacanza in Costa Azzurra».